# Fan art

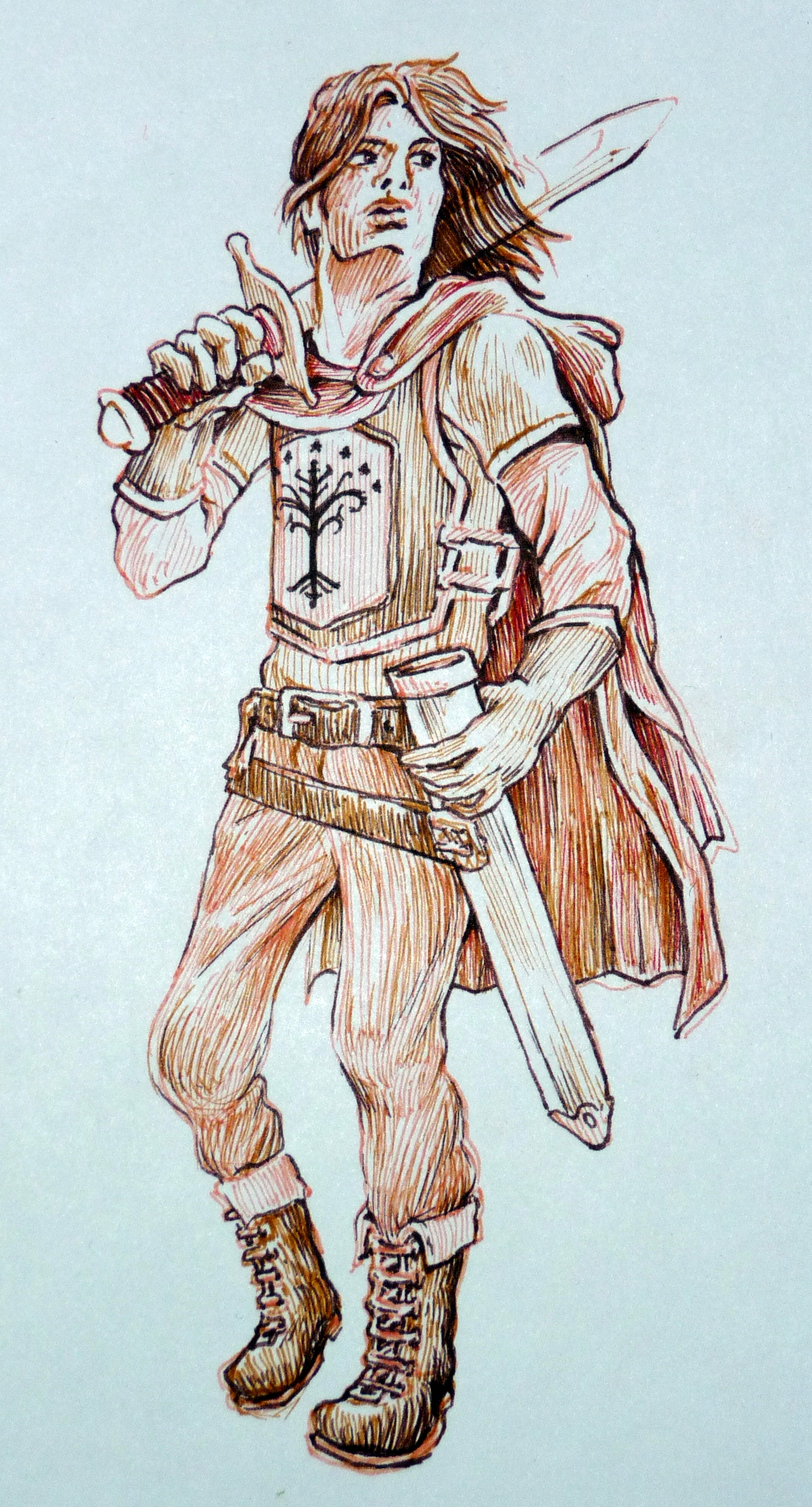
Faramir, personaje de Tolkien dibujado por un aficionado.

Un fan art es un concepto proveniente del inglés comúnmente usado para denominar aquellas obras de arte, principalmente visuales, que están basadas en personajes, épocas, vestuarios u otros que el artista toma de universos previamente creados por un tercero. El término usualmente se refiere a las imágenes construidas por este medio, creadas con el objetivo de generar nuevas narraciones - ya sea por medio del dibujo de cómic, la ilustración o la fotografía- con los elementos de historias previamente existentes, por lo general pertenecientes a la cultura de masas y a los medios de comunicación (televisión, libros, videojuegos, cómics, Anime entre otras). Originalmente el fan art designaba el trabajo de un artista, no necesariamente profesional, que creaba su obra con base en los tópicos que admiraba, este tipo de creaciones artísticas se establecía mayormente en los géneros de fantasía y ciencia ficción.  

## Origen
El fanart originalmente designaba el trabajo de un artista no necesariamente profesional, creando obras con base en tópicos o series que este admirase; este tipo de creaciones fueron vistos mayormente en el mundo de la ciencia ficción, donde surgieron incluso revistas en las cuales se lograba dar visibilidad a dichos artistas, dichas revistas siendo llamadas fanzines. 
El fenómeno del fanart empezó a popularizarse en la década de los 70 con la llegada de series como Star Trek, empezando a crear obras y fanzines para compartir contenido a entusiastas que compartieran el mismo gusto de dichos artistas. 
Anteriormente, los fanarts eran llevados a cabo a base de línea y tinta puesto que ello era de menor costo su manufactura de producción, dejando las ilustraciones a color para las portadas de las zines dando un aspecto comercial más llamativo para dichas ediciones de fanzines.

## Características
Estrictamente hablando, el término «fanart» significa «arte hecho por fans», lo cual denota que es un derivado visual de otros medios que necesariamente no lo son, como cómics, libros o películas, pero también indica que la creación dentro de este género está subordinada a un elemento de un universo previo que el fanático adopta y que le sirve como regla y punto de partida para proponer una nueva creación.
Algunas personas usan el término fanart para cualquier arte hecho adoptando cierto estilo o estrategia visual, por ejemplo el dibujo estilo manga o anime, sin embargo es una apreciación incorrecta en vista de que una referencia a cierto estilo no lleva necesariamente implícito un trabajo de cita y estudio de estética que sí son necesarios e importantes en la creación de un fanart, elementos que además lo hacen reconocible y configuran su identidad.
Hay quienes afirman que se puede denominar una especie de pastiche posmoderno, debido a la similitud de la acción, el paropiarse de un contenido y darle un valor agregado propio. Con la modernidad este término se emplea entre los jóvenes para plasmar una idea sobre algún contenido de multimedia y/o otros medios.

## Estatus legal
Según las leyes de propiedad intelectual de la mayoría de países, los fanarts cuya creación fue inspirada por otros dibujos o imágenes con copyright (como el fanart de personajes de manga, anime, videojuegos, etc., así como los actores de series o películas) se consideran obras derivadas y su distribución o exposición es ilegal sin el consentimiento del autor original siempre que exista claro y evidente ánimo de lucro. La distribución sin fines comerciales está permitida.